# Río Troja
El río Troja es un curso fluvial de Cantabria (España) perteneciente a la cuenca hidrográfica del Pas. Tiene una longitud de 9,509 kilómetros, con una pendiente media de 3,8º. Es un afluente del Pas, enclavado dentro del municipio de San Pedro del Romeral (pasa por Vegaloscorrales).
A sus márgenes pueden encontrarse cabañas pasiegas de fábrica de piedra natural armada con barro. Destaca el grupo de Brenagudina, del siglo XVIII y, en su tramo inferior, Vegalosvaos, grupo de cabañas grandes y con solana. Así mismo destacan junto al cauce dos ermitas advocadas a Nuestra Señora del Rosario.